# 死体見分
死体見分（したいけんぶん）とは、警察に届けられた死体のうち、「犯罪に起因するものでないことが明らかである場合」に警察官が死体取扱規則に基づき行う、死因、身元の調査および、体の特徴の記録のことである。

## 運用
人が死亡すると、通常まず医師による検案（あるいは死亡診断）が行われるが、医師が異状を発見した場合は、警察への届出が行われる。また、死体が発見された場合も、警察への届出が行われる。これらの場合において、死体が犯罪に起因するものである可能性がある場合は、変死体として検視が行われることになるが、「犯罪に起因するものでないことが明らかである場合」には、検視は行われず、警察官による死体見分が行われることになる。死体見分においては、必要に応じ医師の立会いを求めることになっている。

死体見分では次のことが行われる。
- 死因の調査
- 「人相」「全身の形状」「歯牙の形状」「傷痕、入墨など特徴のある身体の部位」「着衣」「所持品」「指紋」などの記録
- 「死体見分調書」の作成
- 死体が身元不明である場合は「死者身元照会書」の作成

死体見分の後、死体は遺族に引き渡されるが、死体が身元不明である場合は、死亡地の市町村長に引き渡されることになる。